# シラキュース・ステージ
シラキュース・ステージ（Syracuse Stage）は、ニューヨーク州シラキュースを拠点にする非営利団体のプロフェッショナルな劇団。1974年創設。劇団長はRobert Moss。毎年ミュージカルやオペラを開催している。年に何回か、シラキュース大学のドラマ学部と共同での上演もある。